# St.-Mariä-Himmelfahrt-Kirche (Targowischte)

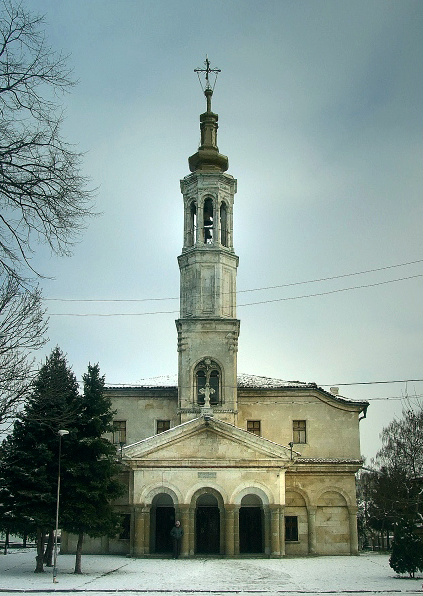
St. Mariä Himmelfahrt in Targowischte

St. Mariä Himmelfahrt (bulgarisch: Църква Свето Успение Богородично, Zarkwa Sweto Uspenie Bogoroditschno) ist ein orthodoxes Kirchengebäude der Bulgarisch-Orthodoxen Kirche in Targowischte und der Diözese von Warna und Weliki Preslaw unterstellt. Es ist eines der besten Beispiele für Kirchenbau zu Mitte und Ende der bulgarischen nationalen Wiedergeburt.

## Geschichte

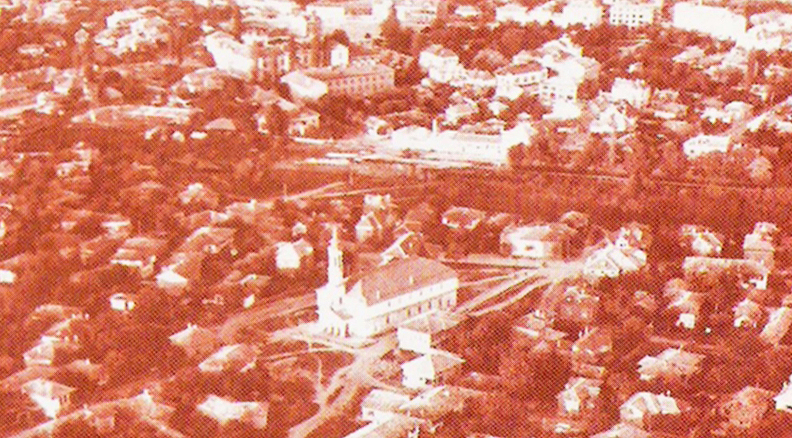
1930

Das Gebäude befindet sich im Waroscha-Viertel – der Altstadt in Targowischte.
Die Kirche wurde in den Jahren 1847–1851 von Usta Dimitar aus der Schule von Trjawna erbaut. Ursprünglich war der Glockenturm eine Holzkonstruktion neben dem Gebäude. Die dreischiffige Kirche besteht aus Stein und hat eine Größe von 510 m². Auch die Inneneinrichtung von 1860, einschließlich der Ikonostase gemacht, stammt von Künstlern aus den Trjawna-Schule. Zu Beginn des 20. Jahrhunderts ergänzte Gentscho Nowakow den vorliegenden eleganten Glockenturm nach Plänen des Italieners Paul Forlani.